# Шевченко Анатолій Антонович
Анато́лій Анто́нович Шевче́нко (29 вересня 1938, Сентянівка, Слов'яносербський район, Луганська область — 25 березня 2012, Одеса) — український виконавець-гітарист, композитор, музикознавець, художник.

## З творчої біографії
Свій творчий шлях Анатолій Шевченко почав в Ростовському художньому училищі ім. М. Б. Грекова, яке закінчив у 1961 р. Опановуючи живопис, він багато часу приділяв музиці. Гітару засвоїв самостійно. Тоді ж написав перші твори.
У 1967 р. закінчив Сімферопольське музичне училище імені Петра Чайковського. Після училища викладав у музичній школі і виступав з концертами від Кримського музичного товариства. В його репертуарі була світова гітарна класика і власні композиції.

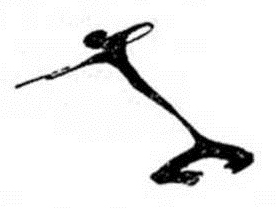
"Стрілець з лука" - фрагмент наскельного живопису епохи Мезоліту (Іспанія), що А.А.Шевченко обрав собі в якості персонального символу (логотіпу)

Особливе місце в творчості Анатолія належало Фламенко. Анатолій почав займатися не тільки практикою, а і теорією цієї давньої культури. Знайомство з нею додало нових барв творам майстра.
У 1976 році написав Карпатську рапсодію «Вітер з полонини», яка згодом була видана в багатьох країнах світу. До 1976 року підготував дві сольні програми Фламенко та першу теоретичну роботу -  «Нескорені ігри Фламенко», в якій проведено паралелі фламенко з античною музикою.
В цей період Анатолій і Наталія Шевченко започаткували практику концертів в музейних залах серед картин і скульптур. Анатолій став гастролювати по СРСР. В цей час у Польщі вийшов «Лексикон гітари» Йозефа Поврозняка, для якого Анатолій підготував статті про Фламенко та деякі його жанри. А. Поврозняк написав про самого Шевченка. Польський музикант вважав його одним з найцікавіших гітаристів. Перші п'єси Шевченка також були видані в Польщі Поврозняком.
З 1977 по 1981 роки кожної осені в Сімферополі родина Шевченків організовувала Фієсти Фламенко. 
У 1982 році А. Шевченко запросили до Одеської філармонії, солістом якої він залишався до останніх своїх днів. 

## Шевченко А. А. виконавець
Виконавець Анатолій Шевченко вже в перших своїх одеських філармонічних сезонах презентував два цикли: «Антологія гітари. Музика від Античності до наших днів» (7 концертів) і «Географія гітари»(8 концертів). Він продстежив історію гітарної музики та музики для споріднених інструментів не лише в Європі, але й за її межами. Тоді ж він почав писати невеличкі есе до своїх програм та створювати для них графічні логотипи. Більше ста програм виконав Анатолій в Одесі, в інших містах України, в Іспанії, Польщі, Німеччини, США. В них лунала стародавня і сучасна музика, власні композиції, Фламенко.
Окрім Фламенко, А. Шевченко також грав класичну музику, музику Сходу ( рага, макам, мугам, дасдах), Давньої Греції, Шумеро-Вавилонський гімн «На створення Неба та Людини Богом», що його німецький музикознавець Курт Закс датував XXVII ст. до нашої ери, сучасну українську музику (Караманова, Грабовського), власні твори.
Українська музика була представлена від Львівських табулатур XVI ст. до творів сучасних композиторів. І, звісно, власними композиціями Шевченка: «Українська сюїта», «Кримські ескізи», «Одесика». 
| Деякі програми, що були в репертуарі А. Шевченка |
| --- |
| Авторські програми |
| - «Думи мої» |
| - «Майстер і гітара» |
| - «Дотики» |
| - «Contra viento» |
| - «Гітарна Одиссея» |
| - «Лоркада» — програма, присвячена Ф.Г.Лорці |
| - Одеській променад-концерт |
| - Концерт концертів |
| - Фламенко 2000 |
| - Фієста Фламенко |
| |
| Програми |
| - Гітарна Одесика |
| - «Духовний кант гітари» |
| - Музика від античності до наших днів |
| - Гітара Вілла Лобоса |
| - Музика при свічках |
| - Відлуння Еллади (антична музика) |
| - Музика Еллади |
| - Бах і сучасність |
| - Цикл «Антологія гітари», що складається з низки концертів: - Античність та Середньовіччя - Відродження - Бароко - Класицизм - Романтизм - ХХ сторіччя - Авангард в гітарі                       |
| - Цикл «Географія гітари», що складається з концертів: - гітара Іспанії - гітара Італії - гітара Франції - гітара Німеччини - гітара Англії - гітара України, Польщі, Росії - гітара і етнографія |
| - Ночі в садах Алькасара |
| - «І знов - Москва-Одеса» |
| - Антологія Фламенко |
| - Гітара Схід-Захід |
| - «Сюїта квітів» |
| - Гітарна фантазія (еволюція жанру) |
| - Родовід гітари |
| - Гітарний хіт-парад |
| - Загадка про гітару |
| - Тлумачення снів |
| - Музичний лабіринт |
| - Місячне сяйво |
| - Гамма сонат (сонати Брасционелло) |
| - Гармонія сфер |
| - На струнах життя |
| - Осінні веснянки |
| та інші програми |

## Шевченко А. А. композитор
Композитор Анатолій Шевченко написав чотири концерти для гітари з оркестром, серед них Concierto Flamenco і Concerto Grosso, Поліфонічні зошити, сонати, сюїти, вокальні цикли, окремі п'єси для гітари, симфонічні поеми, цикли для дітей «Музика Нікітіка», «Три сходинки до Парнасу» та інші твори.
В 1987 р. на конкурсі «Гітара-мікрокосм», в Естергомі, Анатолій отримав премію за цикл «Дотики». В 1996 р цикл був виданий в США. В Україні вийшло кілька збірок композицій Майстра. 
Знайомство з Фламенко додало нових барв до композиторської палітри Маестро. В середині 70-х років він пише Карпатську рапсодію "Вітер з полонини", в якому поєднує українські національні мотивита та те хнологічні можливості як класичної гітари, так і гітари Фламенко. Карпатська рапсодія стала візитівкою Анатолія Шевченка, його композицією яку найчастіше виконують гітаристи в усьому світі.
| Перелік творів, що написані Анатолієм Шевченко |
| --- |
| - Карпатська рапсодія «Вітер з полонини» |
| - Чотири концерти для гітари та камерного оркестру: 1. CONCERTO GROSSO (2004) для гітари, гобоя и камерного оркестру 2. CONCIERTO FLAMENCO (2006) для гітари, гобоя, кастаньєт и камерного оркестра - Alegria - Granadina - Verdiales 3. Одеський променад-концерт (2007) для гітари, кларнету і камерного оркестру - Прогулянка Дерибасівською - Молдаванка і Пересип - Відлуння Ланжерону - Гуморина 4. Український концерт (1 частина «Пливе човен» – Каприччо на тему Лисенка 2010) для гітари, флейти і камерного оркестру |
| - Світанки Ф.Г. Лорки – кантата для соло, хора, гітари і оркестру |
| - Поразка на морі (симфонічна поема) |
| - Балкон Ф.Г. Лорки (вокальний цикл на вірші Лорки) |
| - Жменя піску (вокальний цикл на вірші Такубоку) |
| - Поліфонічний зошит (прелюдії і фуги для гітари) |
| - Українська сюїта «Думи мої» - «Лоркада» - «Одесика» - «De natura solaris» - «Киммерійська сюїта» |
| - Три сонати для гітари |
| - Дві сонатини для гітари |
| - Три поетичних легенди для гітари |
| - «Трансформації» (експериментальна музика) |
| - «Дотики» – цикл п’єс для гітари, що був виданий в США у 1996 році. |
| - «Фонтани Бахчисарайського палацу» - «Фонтан сліз» - «Золотий фонтан» |
| - Бриз (Серенада Бурлеска для флейти і гітари) |
| - Прелюдія, фуга и алегро на тему «Bach» «Вічний канон» і «Страсті по Себастьяну» |
| - Tres gradus ad Parnassum (дитячий альбом для гітари) |
| - «Музика Нікітика» (дитячий альбом для гітари) |
| - «Три естампи» для гітари і камерного оркестру |
| - «Одеська мозаїка» для гітари і ансамблю |
| - Вокальний цикл на вірші Володимира Невмитого «Tabula rasa» |
| - Ніагарські водоспади», «Єврейська рапсодія» - п‘єси для гітари |
| - Ричеркар для скрипки і віолончелі |
| - Подоляночка (українське танго для скрипки, гітари і кастаньєт) |
| - Фантазія на тему Ф. Лея «Історія кохання», композиції для програми «Гітарний хіт-парад» |
| - «Міраж», «Краонера», «Бессарабська фантазія», «Фонтани Риму», «Під вітрилами Одисея», «Плач Кадиса», «Alcacerena», «Нитка Аріадни», «Перуанський танець», та інші твори. |
| - Українська сюїта Бах - Шевченко (крапка в рукопису поставлена за десять днів до смерті). |

## Шевченко А. А. як музикознавець

Антична ваза, за фрагментом якої Анатолій Шевченко розшифрував давньогрецький нотопис

Анатолій Шевченко є автором низки музикознавчих робіт.
У 1976-77 роках він написав «Нескорені ігри Фламенко», теоретичний трактат про загадкову музичну культуру, яка походить з півдня Іспанії. В 1988 році у видавництві «Музична Україна» була видана практична частина цієї роботи під назвою «Школа Фламенко», нотна збірка базових жанрів Фламенко та прикладів імпровізації. Для музикантів радянського та й певний час пострадянського простору «Школа Фламенко» була єдиним навчальним посібником з гри у цьому стилі. Повна версія з теоретичною частиною не видана і досі. У ній Анатолій не лише розповів про особливості Фламенко, а й вперше простежив точки дотику цього мистецтва з музикою Античності.
Концертні цикли "Антологія гітари", "Географія гітари", програми "Музика Еллади" та "Фламенко" дозволили Маестро написати музикознавчі роботи "Заповіт Орфея" та "Музика Еллади". В роботі "Заповіт Орфея" Анатолій пояснив, чому саме зараз ми маємо можливість адекватно сприйняти античну музику, почути її, а не списувати в архів. Та розповів про роль античної музики яка так само як і Фламенко є ланкою що з‘єднує музику Сходу та Заходу.

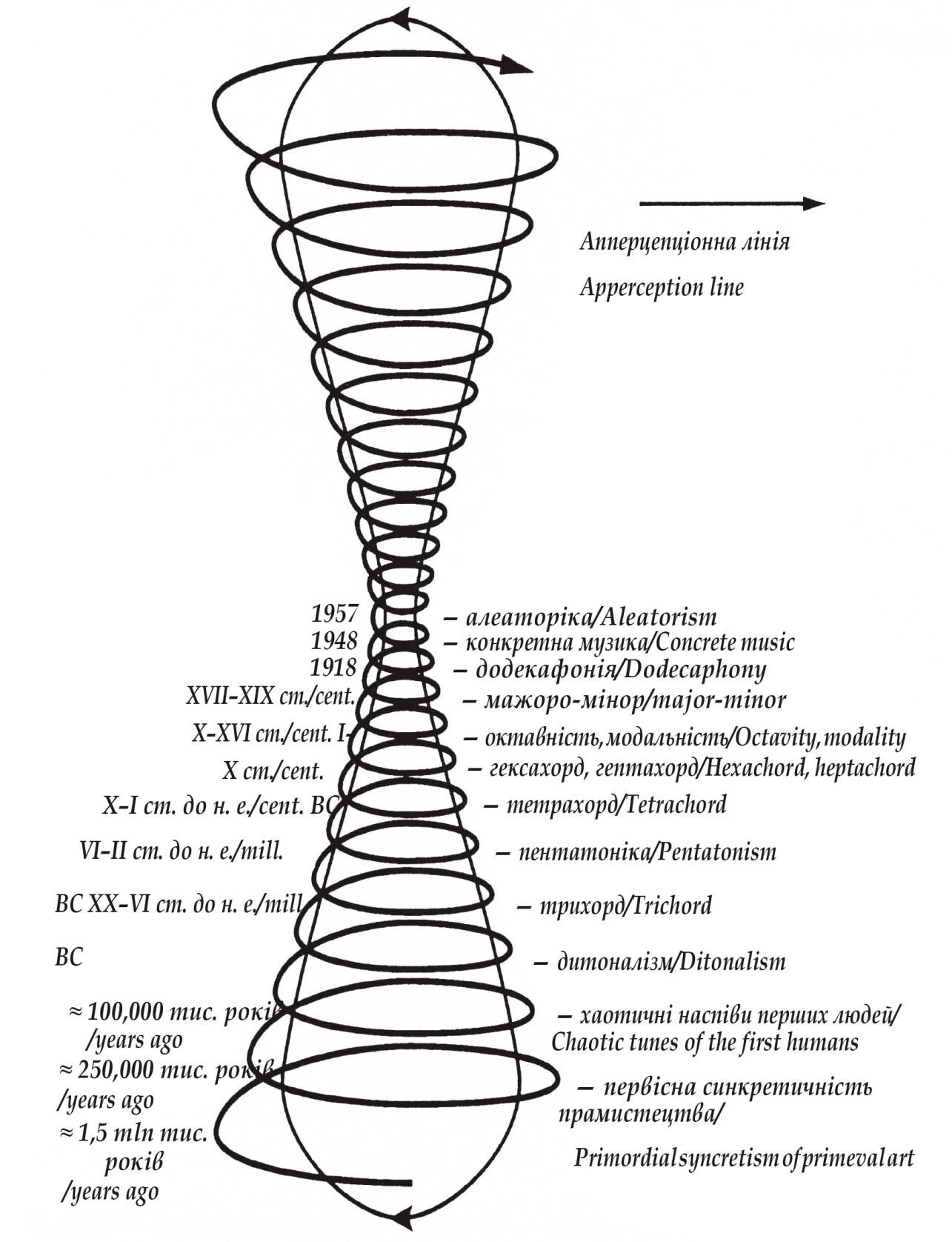
"Спіраль" А.А.Шевченка, що була досліджена ним під час написання монографії "Мизика Еллади"

В «Музиці Еллади» Анатолій окреслив етапи музичного розвитку людства та обґрунтував концепцію цілісності світової музики, яка безперервно розвивається від прадавніх часів і по сьогодення. Графічно він зобразив свою теорію розвитку музичної системи у вигляді спіралі. Це і є процес розвитку музики від перших кроків до найвищої стадії – від алеаторики первісної до алеаторики ХХст. Коли потенційні можливості звукової організації вичерпані, через «4 хв 33 сек тиші» (Д.Кейдж, 1952 р ) процес входить в новий цикл, на якому в загальних рисах повторюються всі попередні етапи розвитку. Тільки тепер на новому рівні. Саме алеаторика згідно концепції циклічного розвитку музичної системи розпочинає новий цикл музичної еволюції.
Свою наукову ідею він зобразив ще й в музичній версії. Concerto Grosso для гітари з оркестром є хрестоматією розвитку звукової музичної системи від хаотичних співів наших далеких предків до сучасної алеаторики. Concerto Grosso не є визначенням музичного жанру. Це метафоричне визначення дотепної ідеї відобразити в невеликому творі весь шлях розвитку музики від її зародження в глибокій давнині до наших днів. Це безпрецедентний випадок в історії музики, коли дійовою особою композиції стає сама Музика. Перед слухачем розгортається процес розвитку музики від перших кроків до найвищої стадії. А коли потенційні можливості звукової організації вичерпані, процес входить в новий цикл, на якому в загальних рисах повторюються всі попередні етапи розвитку. Тільки тепер на новому рівні.
Завдяки тому що Анатолій простежив еволюцію строю авлоса, кіфари та інших музичних інструментів, а також еволюцію давньогрецького нотопису, він зміг розшифрувати звукову формулу, яка була зображена на вазі VI ст. до н.е. Епібоміон, так називалася ця звукова формула що її давні грекі залишили наступним цивілізаціям разом із зображенням двох авлетів та двох кіфаристів. Музиканти виконували Епібоміон його під час жертвоприношення яким відкривалися панафінейські ігри, головне свято у давніх Афінах. Вазою з таким зображенням, наповненою оливковою олією, а також вінком зі священної оливи нагороджували переможців змагань музичних, атлетичних, кінних.
Крім Епібоміона VI сторіччя до н. е., в концептуальному творі «Музика Еллади» Анатолій розшифрував ще й Парод 1 з комедії Арістофана «Хмари». Це дозволило йому представити в «Музиці Еллади» найповнішу на початок XXI в антологію пам'яток античної музики. Там також представлені крузіси та виконавські редакції самого маестро, які використовував він у своїх програмах «Музика Еллади» та «Звуки Еллади» (в основі давньогрецької поліфонії лежить крузіс – супровід на кіфарі що наскрізь пронизує спів, а сама давньогрецька кіфаристика складається з сольного виконання та супроводу співу грою на кіфарі – кіфародія).
Окрім того, Шевченко досліджував вплив і взаємодію розвитку музики з еволюцією як науки («Звуковая концепция в космологии от гармонии сфер до «теории струн»), так и соціуму (Алгоритм любові в сі-бемоль мажорі). Музику він осягав не лише як виконавець, а й як філософ і науковець.
| Перелік публікацій                                                                                                |
| --- |
| - «Неприборкані ігри Фламенко», есе, 1975                                                                         |
| - «Неприборкані ігри Фламенко», стаття, 1980                                                                      |
| - «Гітара Фламенко» (школа Фламенко), 1988                                                                        |
| - «Enciclopedia breve de flamenco», стаття, 1989                                                                  |
| - «Hilo de Ariadna.. FAF, Jeres de la Frontera», стаття, 1991                                                     |
| - Rudimentos de flamencologia en las “Escenas Andaluzas” de Serafin E.Calderon, стаття, 1992                      |
| - «Заповіт Орфея», есе, 1996                                                                                      |
| - Estructuras musicales del cante y toque flamenco, стаття, 1996                                                  |
| - Anatoly Shevchenko TOUCHINGS. Editions Orphee Columbus USA, 1996 - Book 1 : Rozamientos - Book 2 : Tokamientos  |
| - «Про деякі принципові можливості осягнення і художнього засвоєння античної музики», стаття, 1997                |
| - «АВС тавромахії», есе з ілюстраціями автора, 1997                                                               |
| - «Музикальні традиції Київської Русі в процесі формування східно-слов‘янської музичної культури», стаття, 1997   |
| - «Фламенко — європейській феномен класичної традиції Сходу», стаття, 1998                                        |
| - «Жива спадщина античності», стаття, 1998                                                                        |
| - «Міграційні процеси та формування андалуської культури Фламенко», стаття, 1999                                  |
| - «Про гармонію сфер», стаття, 1999                                                                               |
| - «Циклічний розвиток звукової музичної системи», стаття, 1999                                                    |
| - Harmonia mundi (Розвиток звукової музичної системи в контексті загального процесу світорозуміння), стаття, 2000 |
| - «Музика Еллади», монографія, 2001                                                                               |
| - «Екологія звуку», стаття, 2003                                                                                  |
| - «Спочатку було майбутнє» (просторово-часові трансформації в деяких музичних структурах), стаття, 2005           |
| - «На перехрестях музичних традицій», стаття, 2006                                                                |
| - «Формування гітари в контексті загального процесу розвитку музичної культури», стаття, 2008                     |
| - «Звукова концепція в космології від «Гармонії сфер» до «теорії струн», стаття, 2009                             |
| - «Думний лад України», стаття, 2010                                                                              |
| - «Алгоритм любові в сі-бемоль мажорі», стаття, 2011                                                              |
| - Українська сюїта для гітари Й.С.Бах / Шевченко/, Чернігів, 2012                                                 |
| - «Музика Еллади», (видання 2, доповнене), Київ, 2015                                                             |
| - «Музика давньої Іспанії» – незавершена монографія                                                               |

## Шевченко А. А. як художник
Графіка і живопис Анатолія Шевченка — художника була представлена на виставках в Одесі, Польщі, Чехії, Іспанії. Частина робіт знаходиться в приватних колекціях в Україні, Росії, США, Іспанії, Чехії, Німеччині.
Чотири персональні виставки відбулися в Одесі (Галерея «Квартира», Літературний музей, Центр української культури та Одеський музей сучасного мистецтва. 2012—2014 рр.) вже після того як Майстер пішов у засвіти.

## Сім'я
Дружина — Шевченко Наталія Вікторівна.
Донька — Шевченко Ірина Анатолівна, журналіст.